# 多川静志
多川 静志（たがわ せいし、1900年（明治33年）8月） - 没年不明）は、日本の実業家。

## 人物
広島県賀茂郡阿賀町（現呉市）出身。多川熊次郎の三男。多川一治の弟。1923年、長崎高商を卒業する。1940年、分家する。桜井大二郎商店支配人、同参事、桜井化学興業専務、桜井本部専務理事、桜井加工紙、朝鮮、満州、台湾各桜井興業取締役を歴任。趣味は読書、運動。宗教は仏教。住所は東京都文京区原町。

## 家族・親族
多川家
- 妻・文子（1907年 - ?、東京、桜井大二郎の長女）[1][2]
- 息子・斉（1936年 - 、三井記念病院理事）[1][2][5]